# Råbjerg Mile
Råbjerg Mile er Danmarks største vandreklit, som ligger ved Bunken Klitplantage mellem Skagen og Frederikshavn.

## Historie
Igennem store dele af 1500- og 1600-tallet var området ved Skagen – som andre steder langs Jyllands vestkyst – hærget af sandflugt hvor sandet blev ført ind fra vest og samlede sig i store klitter, som drev ind over landet. Sandflugten kan være opstået af flere grunde: Dels var der en overgang med køligere klima (kaldet "den lille istid"), og det betød, at havet trak sig lidt tilbage og blotlagde mere sandstrand; dels en mere intensiv udnyttelse til husdyrhold og tørvegravning.
Sandflugten ødelagde landbrugsjord, tilsandede vejene og drev folk fra deres hjem. Den tilsandede kirke står stadig som et minde om den tid, hvor de fleste af det tilhørende sogns gårde og huse forsvandt. Sidst i 1800-tallet købte staten et stort område, mod at man fik anlagt en jernbane og bedre vejforbindelse til Skagen By. For at stoppe sandflugten plantede man bl.a. marehalm og anlagde klitplantager med forskellige nåletræer, som kunne klare de vanskelige vækstforhold.
Men selvom plantagerne fik bugt med sandflugten, forsvandt samtidig nogle storslåede naturarealer, og det medførte protester fra bl.a. Jeppe Aakjær. Diskussionen endte med, at staten i 1900 købte området omkring Råbjerg Mile, for at det kunne bestå som naturområde og som et monument over, hvad sandet før havde medført af ødelæggelser.
Råbjerg Mile blev    i 2018, sammen med Skagen, udvalgt til Danmarks Naturkanon.

### Fredninger
Råbjerg Mile blev allerede i 1900 erhvervet af staten med henblik på at bevare den som aktiv vandreklit.
Den første egentlige fredning var i 1921 som iværksattes for at hindre en begyndende regulering af milen. Denne fredning var på 215 hektar.
I 1962  blev der rejst sag om den helt centrale fredning af Danmarks Naturfredningsforening bl.a. for at imødegå planer om sommerhusudstykninger. Fredningen var  på ca. 1450 ha og strækker sig fra Kandestederne i nord til Råbjerg Sø og Råbjerg Klitplantage i syd. I øst-vestlig retning støder fredningen op til hhv. Bunken Klitplantage og Råbjerg Stene; Ved disse blev 163 ha. fredet i 1964, også denne gang for at imødegå  sommerhusudstykning.
Fredningen Kandestederne II (Vester Engklit) blev gennemført i 1976, og supplerer ”Kandestederne Etape I” (også kaldet Pælens Mile) fra 1974, som er beskrevet under Hulsig Hede. Kandestederne II medtog imidlertid også de vigtige arealer umiddelbart øst og nord for milen. Denne fredning udgjorde 253 ha.
I 1994 rejste Naturstyrelsen, det tidl. Nordjyllands Amt, det tidl. Skagen Kommune og Danmarks Naturfredningsforening forslag om fredning af arealer øst for milen for at sikre dens fortsatte vandring. Årsagen var, at milen hidtil havde bevæget sig uproblematisk på offentligt ejede arealer, men nu var på vej ind på private jorder. Først i  2008, efter 14 år, var fredningen en kendsgerning, tilsyneladende uden en eneste saglig grund, men til gengæld forventes milen først at nå østkanten af det nye område om ca. 100 år.
For alle fredningerne gælder, at områderne skal henligge i naturtilstand.

## Milen
Milen indeholder 3,5 millioner m³ sand, dækker et areal på ca. 1 km² og har en højde omkring 20 m, hvilket bringer milens højeste punkt 40 m over havoverfladen. Siden år 1900 har den rykket sig ca. 1750 m mod øst, og i dag bevæger den sig med gennemsnitligt 15 m om året, hvilket betyder, at den om 100–200 år vil have dækket hovedvejen til Skagen. Træer og andet beplantning, som bliver dækket af milen, bliver udryddet. For det tager omkring 40 år for milen at passere. Plantevækst vil dog hurtig vende tilbage i form af græsser og lignende hurtigt spredende planter, der vokser godt i sandet jord og meget vind. Men det vil tage meget lang tid for en skov at vende tilbage, hvis overhovedet.
Vestsiden kaldes afblæsningsfladen, og herfra føres sandet med den fremherskende vestenvind og lægger sig i læ på den stejle østside af klitten. Sandet fjernes fra afblæsningsfladen, så længe det er tørt, så flugten ophører derfor, når grundvandsspejlet nås. Da grundvandsniveauet vil variere fra år til år efter tørkeforholdene, vil milens "fodspor" have fordybninger, hvor der dannes søer, kaldet "milesøer", som dog kan tørre ud i perioder. Når disse milesøer dannes, er de næringsfattige og vegetationsløse, men efterhånden rykker siv og forskellige græsarter ind.